# Tuğçe Özbudak
Tuğçe Özbudak (Ankara, 10 de junio de 1982) es una actriz y presentadora turca.

## Biografía
Tuğçe Özbudak nació el 10 de junio de 1982 en Ankara.
Se graduó en la Universidad Bilkent.
Se casó con Melikhan Kasım Kılıçarslan en septiembre de 2020.

## Filmografía
| Cine | Cine                        | Cine              | Cine  |
| Año  | Título                      | Personaje         | Nota  |
| ---- | --------------------------- | ----------------- | ----- |
| 2006 | Değirmencinin Kızı          | Zeynep            |       |
| 2007 | Son Ders: Aşk ve Üniversite | Kübra             |       |
| 2009 | Kanımdaki Barut             | La madre de Barut | Cameo |
| 2014 | Yusuf Yusuf                 | Selen             |       |

| Televisión | Televisión                      | Televisión        | Televisión               |
| Año        | Título                          | Personaje         | Nota                     |
| ---------- | ------------------------------- | ----------------- | ------------------------ |
| 2006       | Kod Adı                         | Başak Yörükoğlu   | 6 episodios (3–8)        |
| 2007       | Kod Adı: Kaos                   | Başak Yörükoğlu   | 10 episodios (1–10)      |
| 2007       | Yalan Dünya                     | İpek              |                          |
| 2007–2008  | Kuzey Rüzgârı                   | Canan             | 20 episodios (1–20)      |
| 2007       | El Gibi                         | Elif              |                          |
| 2008       | Memur Muzaffer                  | Gizem             | 5 episodios (3–7)        |
| 2008       | Gece Gündüz                     | Aynur             | 1 episodio (5)           |
| 2009–2010  | Adanalı                         | Pınar Uncu        | 64 episodios (15–79)     |
| 2012–2013  | Pasaport                        | Él mismo          | Presentadora             |
| 2012, 2013 | İşler Güçler                    | El amante de Onur | 3 episodios (19, 30, 40) |
| 2014       | Dada Dandinista                 | Él mismo          | Invitado                 |
| 2016       | İşte Benim Stilim               | Él mismo          | Concursante              |
| 2020, 2023 | Müge ve Gülşen'le 2. Sayfa      | Él mismo          | Invitado                 |
| 2020       | Demet ve Alişan ile Sabah Sabah | Él mismo          | Invitado                 |